# Национальная кинопремия (Индия)
Национальная кинопремия (хинди राष्ट्रीय फ़िल्म पुरस्कार, англ. State Award for Films, позднее National Film Awards) — одна из самых известных и высшая по статусу общегосударственная кинопремия Индии. Основана в 1954 году.
Каждый год жюри, назначаемое правительством, выбирает победителей в каждой категории. Церемония награждения проводится в Нью-Дели, где президент Индии вручает награды лауреатам. В отличие от Filmfare Awards, премия вручается за фильмы не только на хинди, но и на других языках Индии (например, маратхи, бенгали, малаялам, каннада, телугу и тамили). Наряду с Filmfare, является старейшей кинопремией Индии и по значимости сравнима с Премией Академии кинематографических искусств и наук (США).

## История
Впервые премии были вручены в 1954 году. Церемония вручения была задумана правительством Индии с целью поощрения развития индийского киноискусства и культуры.

## Категории премии
Национальная кинопремия Индии присуждается во множестве номинаций, распределенных в несколько больших категорий.

### Особые премии
Премия имени Дадасахеба Фальке — присуждается за выдающийся вклад в развитие индийского кино.

### Награды художественного кино

#### Золотой лотос
- Лучший художественный фильм
- Лучшая режиссёрская работа
- Лучший развлекательный фильм
- Лучший детский фильм
- Лучший анимационный фильм
- Лучший режиссёрский дебют

#### Серебряный лотос
- Лучшая мужская роль
- Лучшая женская роль
- Лучшая детская роль
- Лучшая мужская роль второго плана
- Лучшая женская роль второго плана
- Лучший мужской закадровый вокал
- Лучший женский закадровый вокал
- Лучшая музыка
- Лучшая лирика

- Лучшая работа художника-постановщика
- Лучшая работа звукорежиссёра
- Лучшая хореография
- Лучшая операторская работа
- Лучший дизайн костюмов
- Лучший монтаж
- Лучший грим
- Лучший сценарий
- Лучшие спецэффекты

#### Премии за лучшие фильмы на языках Индии
За лучшие фильмы на языках национального уровня, перечисленных в качестве таковых в 8-м приложении к индийской конституции
- Лучший фильм на ассамском языке
- Лучший фильм на бенгали
- Лучший фильм на бодо
- Лучший фильм на гуджарати
- Лучший фильм на догри
- Лучший фильм на каннада
- Лучший фильм на кашмири
- Лучший фильм на конкани
- Лучший фильм на малаялам
- Лучший фильм на манипури
- Лучший фильм на маратхи
- Лучший фильм на ория
- Лучший фильм на панджаби
- Лучший фильм на тамили
- Лучший фильм на телугу
- Лучший фильм на урду
- Лучший фильм на хинди

За лучшие фильмы на прочих популярных языках
- Лучший фильм на английском языке
- Лучший фильм на бходжпури
- Лучший фильм на монпа
- Лучший фильм на кхаси
- Лучший фильм на кодагу
- Лучший фильм на кокборок
- Лучший фильм на тулу

## Обвинения в предвзятости
- В 2000 году бенгальская актриса Рита Кайрал (англ. Reeta Kayral) заявила, что присуждение премии за лучшую женскую роль Кирон Кхер — необоснованно, поскольку её героиня была полностью дублирована Кайрал, так как исполнительница роли не может говорить на бенгальском языке. Некоторые члены жюри национальной кинопремии признавали, что это не собственный голос Кирон, однако в заявке поданной производителями было указано, что дублирования не было. Сама Кирон утверждала, что потратила шесть месяцев на изучение бенгальского языка перед началом съёмок, но добавила, что в истории уже были прецеденты, когда премию получала исполнительница роли, озвученная другой актрисой[2][3].
- В 2001 году несколько членов жюри подало в отставку, утверждая, что победители награды были предварительно решены. Было сделано заявление, что дядя по материнской линии Равины Тандон, Мак Мохан[англ.], бывший членом жюри, имел непосредственное отношение к выбору её в качестве лучшей актрисы. Мохан, однако, настаивает на том, что он воздержался при произведении этого конкретного голосования[4]. По другой версии вручение премий за ведущие роли Равине и Анилу Капуру было инициировано Бхарата Джаната парти, в качестве вознаграждения за участие в агитации и добавление в фильм сцен войны в Каргиле, вызывающих патриотические чувства. В знак протеста против несоответствий в процедуре отбора, режиссёр Гаутам Гхош[англ.] и актёр Сумитра Чаттерджи отказались принять присуждённые им награды[5][6].
- В 2003 году Адур Гопалакришнан подверг критике режиссёра Пракаша Джха[англ.] за то, что тот остался возглавлять жюри премии после того, как награда за лучшую мужскую роль была присуждена Аджаю Девгану,  которого Джха в тот момент снимал в своём фильме «Воды Ганга»[англ.][7][8].
- В 2005 году вызвало обсуждение решение наградить Саифа Али Хана за роль в фильме «Ты и я», в которой многие не нашли ничего выдающегося. Были сделаны предположения, что на решение жюри повлияла мать актёра, Шармила Тагор, на тот момент возглавляющая Центральную Индийскую Комиссии по киноцензуре[9].
- В 2006 году кинокритик и член жюри Шьямали Банерджи подала петицию в Верховный суд Дели, утверждая, что награды были сфальсифицированы правительственными чиновниками, а также заявив, что драма Санджая Лилы Бхансали «Последняя надежда» должна быть лишена Национальной кинопремии, поскольку является адаптацией американского фильма «Сотворившая чудо» 1962 года, что противоречит правилам. Вручение премии, которое должно было состояться 12 мая 2006 года, было отложено до августа 2007, когда суд отклонил петицию[10][11].